# 松原市消防本部
松原市消防本部（まつばらししょうぼうほんぶ）は、大阪府松原市の消防部局（消防本部）。管轄区域は松原市全域。

## 概要
- 消防本部：松原市阿保1-16-2
- 管内面積：16.66km2
- 職員定数：115人
- 消防署1カ所、分署1ヶ所

主力機械（2022年4月1日現在）
- 小型水槽付消防ポンプ自動車：6
- はしご車：2(40m・15m)
- 水槽付きポンプ車：1
- 高規格救急車：6
- 救助工作車：1
- 指揮車：1
- 広報車：3
- 支援車：1

## 沿革
- 1965年3月31日　松原市消防本部・松原市消防署を設置し、消防・救急業務を開始する。
- 1968年12月　屈折はしご付消防自動車を消防署に配備する。
- 1971年6月　西出張所を開設し、消防・救急業務を開始する。
- 1973年12月　はしご付消防自動車を消防署に配備する。
- 1974年4月　消防本部に課制を導入する。
- 1980年11月　化学消防自動車を消防署に配備する。
- 1987年12月　救助工作車を消防署に配備する。
- 1996年3月　高規格救急自動車を消防署に配備する。
- 1998年3月　消防本部・消防署新庁舎が竣工する。
- 1998年12月　高規格救急自動車を西出張所に配備する。

## 組織
- 本部 - 総務課、予防課、警防課
- 消防署

## 消防署
| 消防署       | 住所       | 分署             |
| ------------ | ---------- | ---------------- |
| 松原市消防署 | 阿保1-16-2 | 西：天美南4-5-12 |